# Авелар, Сокорро
Соко́рро Авела́р (исп. Socorro Avelar; 20 марта 1925, Куэрнавака — 11 февраля 2003, Мехико) — мексиканская актриса

 театра и кино, кинорежиссёр и сценаристка. Одна из пионеров радиосериалов и телевидения в Мексике.

## Биография
Она начинала свой творческий путь с работы театральным режиссёром. Её первая театральная постановка была поставлена в 1946 году, когда она написала и поставила своё собственное произведение. В 1950 году она дебютировала как театральная актриса, а в 1960 году — как киноактриса. По настоящему всенародная слава к актрисе приходит в 1979 году и в 1987 году, с исполнением роли Морены в теленовелле «Богатые тоже плачут», и с исполнением роли тюремной надзирательницы в женской тюрьме по кличке «Проклятая» в теленовелле «Дикая Роза», после исполнения которой актриса получила признание во всём мире. Всего за всю свою долгую плодотворную жизнь, актриса снялась в 100 фильмах и сериалах, поставила несколько фильмов как режиссёр-постановщик, множество театральных постановок, как драматург написала несколько десятков своих рассказов и романов, а также театральных пьес, некоторые из которых поставлены в театре. Наиболее известна её пьеса «Неотомщённые».
В начале 2000-х годов у актрисы обнаружили рак желудка, но несмотря на это, она приняла участие в некоторых кинокартинах, а затем приняла решение уйти из кинематографа.
Скончалась в Мехико от последствий рака желудка.

## Избранная фильмография

### Сериалы студииTelevisa
- 1966 — Дикое сердце — Ана
- 1972 — Колесница — эпизод[2]
- 1977 — Дикое сердце — Ана (ремейк сериала 1966 года)
- 1979 — Богатые тоже плачут — Морена
- 1981 — Соледад — Доминга
- 1981 — Право родиться — Мария Долорес Лимонта
- 1986 — Обман — Чуйо
- 1987 — Дикая Роза — тюремная надзирательница женской тюрьмы по кличке «Проклятая»
- 1990 — Я покупаю эту женщину — Сайтана
- 1993 — Плохие отношения — Тонита
- 1994 — За мостом — Серафина
- 1996 — Зажжённый факел — Долорес[2]
- 1996 — Ложь во спасение — Венеранда

### Мексиканские сериалы продолжительностью более одного сезона
- 1985 — Женщина, случаи из реальной жизни (17 сезонов) (1985—2007)